# فهرست والیان ننگرهار
فهرست زیر فهرست والیان ولایت ننگرهار افغانستان از سال ۲۰۰۱ تا کنون هست.

## والیان ننگرهار
| والی | والی | والی             | دوره                                  | اطلاعات دیگر         | یاداشت |
| ---- | ---- | ---------------- | ------------------------------------- | -------------------- | ------ |
|      |      | عبدالقدیر        | ۲۰۰۱ جولای ۲۰۰۲                       | در سال ۲۰۰۲ ترور شد. |        |
|      |      | دین محمد         | جولای ۲۰۰۲ ۲۰۰۴                       |                      |        |
|      |      | گل‌آغا شیرزی      | ۲۰۰۴ آپریل ۲۰۱۴                       |                      |        |
|      |      | شمس‌الحق سراج     | ۲۰۱۵ مه ۲۰۱۵                          |                      |        |
|      |      | سالم خان کندوزی  | مه ۲۰۱۵ ۲۲ اکتبر ۲۰۱۶                 |                      |        |
|      |      | محمد گلاب منگل   | ۲۲ اکتبر ۲۰۱۶ ۱۳ مه ۲۰۱۸              |                      | [ ۲ ]  |
|      |      | حیات الله حیات   | ۲۴ ثور/اردیبهشت ۱۳۹۷ ۱۵ دلو/بهمن ۱۳۹۷ |                      |        |
|      |      | شاه محمود میاخیل | ۱۵ دلو/بهمن ۱۳۹۷ کنونی                |                      |        |